# Histoire de l'archéologie
L'histoire de l'archéologie est une spécialité de l'histoire des sciences. L'archéologie analyse le passé préhistorique ou historique à partir des restes conservés dans le sol. C'est la recherche et l'étude des artéfacts, les vestiges matériels des anciennes sociétés humaines. Pour mieux cerner le passé, les archéologues font aussi appel à l'anthropologie et à l'histoire, à l'histoire de l'art et aux études du matériel (de l'épigraphie à la céramologie), à la climatologie, à la botanique, à la palynologie, à l'archéozoologie, etc.
L'histoire de l'archéologie a aussi pour objet le développement historique de l'archéologie en tant que domaine scientifique, dans ses aspects tant intellectuels que sociaux et institutionnels. Des discours sur le passé (archaíos) ont été produits en tous temps et en tous lieux par les différentes sociétés. Toutefois, l'ambition de fonder scientifiquement ces discours et ces connaissances ne se développe qu'à partir du XXe siècle.

## Émergence
L'archéologie s'est constituée progressivement en discipline et s'est dotée d'une méthodologie et de concepts propres au cours d'une longue histoire rythmée par ses découvertes importantes. Ces découvertes et leur interprétation ont eu des répercussions majeures sur les conceptions que l'on se faisait du passé humain. Si dès les débuts du récit historique une curiosité archéologique apparait, et si les sociétés anciennes ont de tout temps été confrontées aux restes matériels des sociétés qui les avaient précédées, on ne peut parler de découvertes archéologiques que lorsque ces découvertes sont interprétées comme des signes permettant de retracer un passé, comme des indices à replacer dans une perspective chronologique. Une telle situation n'apparaît réellement en Occident qu'à partir de la fin du XVIIIe siècle.

## Développement
La notion de découverte archéologique a considérablement évolué avec les progrès de la méthodologie archéologique : à la quête du bel objet exceptionnel, chère aux antiquaires et encore présente dans l'imagerie du grand public, s'est substituée une étude des sociétés passées qui s'est aussi tournée vers l'ordinaire, le quotidien. Ainsi la mise en évidence d'un parcellaire rural antique par photographie aérienne est une découverte archéologique au même titre que le dégagement d'une statue exceptionnellement belle.
La découverte archéologique est de moins en moins due au hasard ou à l'intuition. Les fouilles programmées sont planifiées et mettent en œuvre des procédures organisées pour répondre à une problématique. Les sondages et fouilles préventives, ou de sauvetage, sont aussi issues d'une surveillance volontaire des dégagements occasionnés par les grands travaux. Il reste toutefois des fouilles clandestines, pillages qui continuent à chercher le bel objet mais diminuent fortement sa valeur en tant que découverte archéologique, puisqu'il est coupé de son contexte historique et dégagé sans une méthodologie apte à le replacer dans son environnement et son époque.

## Épistémologie
Comme dans toute science, la publication de nouveaux résultats en archéologie doit tenir compte des résultats précédemment obtenus. Pour cette raison, les publications comportent généralement un historique des travaux antérieurs sur le thème abordé. Les archéologues font donc nécessairement un travail, même minimal, d'histoire de l'archéologie.
De même, depuis le XIXe siècle, les revues archéologiques publient des nécrologies retraçant la biographie d'archéologues notables. Une distinction doit toutefois être établie entre ces productions et des recherches d'histoire des sciences, dont l'objectif premier n'est pas de discuter des connaissances archéologiques mais de rendre compte des conditions intellectuelles et sociales de la production de ces connaissances.

### Les origines
Dans ce sens, les premières recherches pouvant être pleinement qualifiées d'histoire de l'archéologie remontent aux années 1930. En 1932, André Vayson de Pradenne publiait en effet son étude sur les fraudes en archéologie, alors qu'en 1936 paraissaient les biographies de deux « pères » de l'archéologie préhistorique : l'étude de Léon Aufrère sur Jacques Boucher de Perthes et celle d'André Cheynier sur François Jouannet. Au cours des décennies suivantes, quelques rares publications ponctuelles peuvent être relevées, telle que l'étude d'Annette Laming-Emperaire sur l'archéologie préhistorique en France.

### Le développement des années 1990
Au cours des années 1970 et 1980, l'intérêt des archéologues pour la théorie et l'histoire de leur discipline s'accrut, sous l'impulsion, notamment, de revues telles que Les Nouvelles de l'archéologie, Ramage, ou Dialektikê. Au début des années 1990, deux ouvrages parurent, qui inaugurèrent le développement effectif de l'histoire de l'archéologie : en 1993, La Conquête du passé par Alain Schnapp et, en 1994, Pour une histoire de la préhistoire de Marc Groenen. Depuis 30 ans, les travaux de chercheurs tels que Noël Coye, Jean-Paul Demoule, Ève Gran-Aymerich, Arnaud Hurel, Marc-Antoine Kaeser, Laurent Olivier, Nathalie Richard, ou encore Nathan Schlanger, ont largement contribué au développement de cette histoire de l'archéologie.

## Quelques découvertes majeures
| Quelques jalons |
| Antiquité |
| - L'historien grec Diodore de Sicile (Ier siècle av. J.-C.) émet l'hypothèse des rampes et traîneaux dans la construction des pyramides d'Égypte. |
| XVIIIe siècle |
| - En juillet 1799 est découverte la pierre de Rosette dans le village de Rachïd en Égypte durant la campagne de Napoléon. Elle contient un texte en égyptien et le même texte en copte. Le texte date de -196 ans av. J.-C. |
| XIXe siècle |
| - En 1870 l'allemand Heinrich Schliemann découvre le site de Troie. - En 1871, deux bergers égyptiens du village de Gournah découvrent proche de Deir-el-Bahari un tombeau égyptien contenant une quarantaine de momies, dont certaines appartenaient à des rois du Nouvel Empire égyptien, parmi lesquels Séthi Ier, Ramsès II, Ahmosis et Thoutmôsis II. Ce n'est que 10 ans plus tard que l'archéologue Émile Charles Albert Brugsch est conduit sur le site et en fait l'inventaire. - Les premières peintures paléolithiques sont découvertes en 1879 à Altamira (Espagne), lors de fouilles conduites par Marcelino Sanz de Sautuola. Ce chercheur avait observé la présence de dessins géométriques sur les parois sans y accorder d'importance mais c'est sa fillette Maria, alors âgée de huit ans, qui remarqua la première la présence de « bœufs » dessinés au plafond. L'authenticité des peintures fut contestée pendant une vingtaine d'années, jusqu'à ce que d'autres découvertes similaires viennent prouver l'existence de l'art préhistorique. - En 1886, Gaston Maspero commence le désensablement du Sphinx de Gizeh (Égypte). |
| XXe siècle |
| - Le 4 novembre 1922, l'archéologue anglais Howard Carter fait la découverte de la tombe du pharaon Toutankhamon (Égypte). - En 1927, les géoglyphes de Nazca (Pérou) sont redécouverts fortuitement par l'archéologue péruvien Toribio Mejia Xesspe. Ils sont étudiés dans les années qui suivent. - Découverte en 1939 du cimetière anglo-saxon, ou bateau-tombe, datant du VIIe siècle de Sutton Hoo, près de Woodbridge, Suffolk (Angleterre). - Le 12 septembre 1940 découverte fortuite de Lascaux (France), par quatre adolescents Marcel Ravidat, Jacques Marsal, Georges Agniel et Simon Coencas. Henri Breuil est le premier préhistorien à visiter Lascaux, le 21 septembre 1940. - En janvier 1953, Maurice Moisson et René Joffroy font la découverte d'une tombe celtique exceptionnelle près du village de Vix, en Côte-d'Or. On y découvre le Cratère de Vix. - Dans les années soixante, André Leroi-Gourhan établit une chronologie théorique des différents styles de l'art paléolithique basée sur des comparaisons stylistiques. - En 1974, le mausolée de l'empereur Qin est découvert dans la province du Shaanxi chinois, révélant l'Armée de Terre cuite. - Découverte à la fin du XXe siècle (avant 1992) par Franck Goddio, archéologue sous-marin, à 40 km au large d'Alexandrie (Égypte) en rade d’Aboukir par 8 m de fond de Canope et Thônis-Héracléion, deux villes pharaoniques englouties, dont de fabuleux vestiges de 7 000 pièces et 3 colosses de granit rose. - Le 18 décembre 1994, découverte de la grotte Chauvet (Ardèche) et de ses peintures pariétales dénotant une grande maîtrise technique dès l'Aurignacien, il y a plus de 30 000 ans. - Découverte en 1995 des gravures de la vallée de Foz Côa datant de 20 000 ans au Portugal.                                                                                                |
| XXIe siècle |
| - En 2001, dans le Sud-Est de l'Iran, au village de Jiroft, découverte par la population locale d'objets anciens témoignant d'une nouvelle civilisation, aussi ancienne que les civilisations mésopotamiennes. Cette civilisation a été nommée "civilisation de Jiroft". - En 2005, sur la côte nord du Pérou près de Trujillo, découverte par des archéologues locaux de la momie la moins abîmée connue à ce jour. Cette dernière serait une femme tatouée (appelée la "Dame de Cao") appartenant à l'élite de la civilisation précolombienne des Moches. Elle est datée du Ve siècle. Elle a été trouvée avec des armes et des offrandes sur le site d'El Brujo, en bordure de l'océan Pacifique. 2 autres "pyramides" - ressemblant plus à des collines ravinées - à proximité n'ont pas encore été fouillées. Le musée du site expose les objets et la momie. - Février 2007, découverte au nord de la pyramide de Téti (Égypte) dans une tombe en terre cuite datant d'environ 2350 av. J.-C., entre la fin de la Ve dynastie (2508-2350) et le début de la VIe (2350-2200) d'une statue double en bois représentation de Ka-Haï, le scribe des registres sacrés. La rareté est due au fait qu'à l'époque pharaonique, les statues doubles sont essentiellement en pierre. La découverte a été effectuée par des archéologues australiens dans la nécropole de Sakkara. - 2008 L'imagerie thermique des pyramides et la réévaluation de la construction d'un coin qu'on pensait écroulé tendent à prouver que certaines pyramides égyptiennes auraient bien été construites à l'aide d'une rampe intérieure. - Décembre 2008 Découverte à Saqqara (Égypte) de deux tombeaux respectivement du superviseur général des expéditions et de la patronne des chanteuses du pharaon, datés de 2300 av. J.-C., pendant le règne du dernier pharaon de la Ve dynastie de son nom Ouna. |